# Siliana
Siliana  (în arabă سليانة ) este un oraș  în  Tunisia. Este reședinta  guvernoratului Siliana.